# Ramsés V
Usermaatra-Sejeperenra Ramsés-Amonhirjopshef, o Ramsés V, fue el cuarto faraón de la dinastía XX de Egipto; reinó entre los años 1147 y 1143 a. C.

## Biografía
Ramsés V era nieto de Ramsés III, hijo de Ramsés IV y sobrino de Ramsés VI, que le sucederá.
Su reinado se caracterizó por el continuo aumento del poder de los sumos sacerdotes de Amón que controlaban gran parte de las tierras del país y las finanzas del Estado a expensas del faraón.
En el cuarto año de su reinado se escribió el Papiro Wilbour, importante documento fiscal y de asuntos económicos generales, poniendo de relieve el creciente poder del sumo sacerdote de Amón, Ramsésnajt (Ramessesnakht).
El papiro de Turin nº 2044 expone que los trabajadores de Deir el Medina, periódicamente, dejaban de trabajar en la tumba de Ramsés V, KV9, en los primeros años de reinado por temor al "enemigo", las presuntas incursiones de Jamahiriya "quemando" la ciudad de Per-Nebyt. Esto muestra que el faraón tenía dificultades para garantizar la seguridad de su propia tumba, y a la élite de los trabajadores; y seguramente, grandes problemas para proteger a su pueblo.
El papiro de Turin nº 1887 narra el escándalo financiero en el que se vieron envueltos los sacerdotes de Elefantina.

### La tumba de Ramsés V

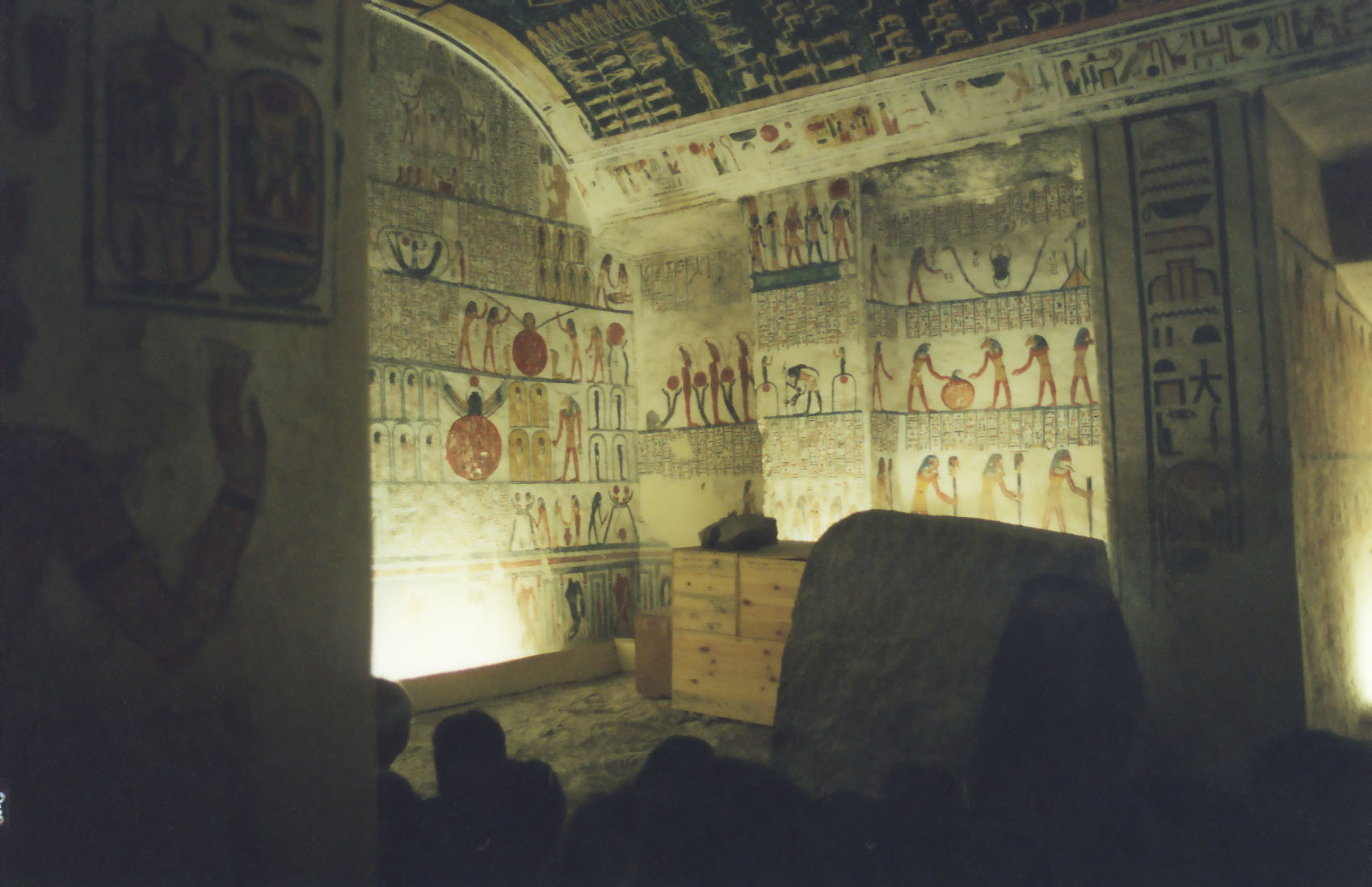
Tumba para Ramsés V, posteriormente usurpada por su tío Ramsés VI.

Cuando muere Ramsés V, de una enfermedad infecciosa (viruela), se inició la construcción de su tumba, KV9, en el Valle de los Reyes, pero sería su tío, Ramsés VI, que le sucederá, quien la terminará en época de desórdenes, usurpándola. Es posible que fuese destronado por su tío.
Se ha sugerido que comenzó otra tumba en la zona de Biban el-Moluk, pero quedó inacabada.
Encontraron su momia en el escondrijo real KV35 y ahora se custodia en el Museo Egipcio de El Cairo. El examen de su momia indicaba que falleció, con unos 35 años de edad, de viruela.

### Testimonios de su época
Se han encontrado en varias ciudades objetos con su nombre inscrito:
- Estela en Karnak
- Estela en Gebel el-Silsila
- Bloque pétreo en Heliópolis
- Algunos pequeños objetos con su nombre en Sinaí y Asia occidental.

## Titulatura
| Titulatura | Jeroglífico | Transliteración (transcripción) - traducción - (referencias) |

| G5 |

| G5 |

| E2 · D40 | C10 | O25 |

| E2 · D40 | C10 | O25 |

| E2 · D40 | C10 | O25 |

| E2 · D40 | C10 | O25 |

| G5 |

| G5 |

| E2 · D40 | C10 | O25 |

| E2 · D40 | C10 | O25 |

| E2 · D40 | C10 | O25 |

| E2 · D40 | C10 | O25 |

| G16 |

| G16 |

|  |

| G16 |

| G16 |

|  |

| G8 |

| G8 |

| wsr | s | M4 | M4 | M4 | W19 | i | t · U15 · Aa13 | A40 |

| wsr | s | M4 | M4 | M4 | W19 | i | t · U15 · Aa13 | A40 |

| G8 |

| G8 |

| wsr | s | M4 | M4 | M4 | W19 | i | t · U15 · Aa13 | A40 |

| wsr | s | M4 | M4 | M4 | W19 | i | t · U15 · Aa13 | A40 |

| N5 | wsr | C10 | s | L1 | N5 | n |

| N5 | wsr | C10 | s | L1 | N5 | n |

| N5 | wsr | C10 | s | L1 | N5 | n |

| N5 | wsr | C10 | s | L1 | N5 | n |

| N5 | wsr | C10 | s | L1 | N5 | n |

| N5 | wsr | C10 | s | L1 | N5 | n |

| N5 | wsr | C10 | s | L1 | N5 | n |

| N5 | wsr | C10 | s | L1 | N5 | n |

| N5 | wsr | C10 | s | L1 | N5 | n |

| N5 | wsr | C10 | s | L1 | N5 | n |

| N5 | wsr | C10 | s | L1 | N5 | n |

| N5 | wsr | C10 | s | L1 | N5 | n |

| N5 | wsr | C10 | s | L1 | N5 | n |

| N5 | wsr | C10 | s | L1 | N5 | n |

| N5 | wsr | C10 | s | L1 | N5 | n |

| N5 | wsr | C10 | s | L1 | N5 | n |

| N5 | C2 | C12 | N36 · f | s | F31 | M23 |

| N5 | C2 | C12 | N36 · f | s | F31 | M23 |

| N5 | C2 | C12 | N36 · f | s | F31 | M23 |

| N5 | C2 | C12 | N36 · f | s | F31 | M23 |

| N5 | C2 | C12 | N36 · f | s | F31 | M23 |

| N5 | C2 | C12 | N36 · f | s | F31 | M23 |

| N5 | C2 | C12 | N36 · f | s | F31 | M23 |

| N5 | C2 | C12 | N36 · f | s | F31 | M23 |

| N5 | C2 | C12 | N36 · f | s | F31 | M23 |

| N5 | C2 | C12 | N36 · f | s | F31 | M23 |

| N5 | C2 | C12 | N36 · f | s | F31 | M23 |

| N5 | C2 | C12 | N36 · f | s | F31 | M23 |

| N5 | C2 | C12 | N36 · f | s | F31 | M23 |

| N5 | C2 | C12 | N36 · f | s | F31 | M23 |

| N5 | C2 | C12 | N36 · f | s | F31 | M23 |

| N5 | C2 | C12 | N36 · f | s | F31 | M23 |